# Isar-Marathon
Der Isar-Marathon ist das jährlich stattfindende Kanurennen zur offenen bayerischen Meisterschaft auf der Isar im leichten Wildwasser über 22,5 Kilometer zwischen Bad Tölz und Wolfratshausen.

## Organisation
Der Isar-Marathon wurde von Jesko Klammer als offenes Rennen ins Leben gerufen.  Veranstalter ist der Kanu-Club TG-München [2].  Das Rennen findet seit 2003 jedes Jahr während des „four-in-one“ Wochenendes während des Münchner Oktoberfestes Ende September  statt. Der Marathon ist dabei der Höhepunkt von vier Veranstaltungen innerhalb eines  Wochenendes:  1. Deutschlandcup-Sprint; 2. Classic-Rennen (beide  auf der  mit Hindernissen versehenen Floßgasse der Isar in München/Thalkirchen);  3. Besuch des Oktoberfestes;  4. Isar-Marathon.

### Strecke
Die 22,5 Kilometer von Bad Tölz bis Wolfratshausen zeichnen sich durch unverbaute landschaftliche Schönheit aus. Die Isar schlängelt sich durch Kiesbänke und Auenwälder (Naturschutzgebiet Pupplinger Au). Leichte Schwälle, Baumverhaue und  Geschiebe  verleihen ihr über die gesamte Strecke den Charakter leichten Wildwassers (WW I).

### Wettkampf
Das hochklassige Teilnehmerfeld von meist  40–80 Teilnehmern sammelt sich aus allen Wildwasserrennsport betreibenden Kanuvereinen Deutschlands.  International dagegen hat sich der Isar-Marathon noch nicht durchgesetzt wie die großen Vorbilder Ardèche-, Etsch-, Moldau-  oder  Sella-Marathon, an denen jedes Jahr mehrere hundert Boote teilnehmen.  
Der Isarmarathon ist Austragungsveranstaltung der Bairischen Meisterschaft für Kanu-Marathon.
Startklassen sind K1, K2, C1, C2 (verschiedene Altersklassen).